# 富强乡
富强乡，是中华人民共和国黑龙江省鹤岗市绥滨县下辖的一个乡镇级行政单位。

## 行政区划
富强乡下辖以下地区：
前进村、凤山村、向阳村、庆安村、五道岗村、奋斗村、庆华村、松滨村和宝山村。